# Christophe Épalle
Christophe Épalle est un athlète français, né le 23 janvier 1969 à Saint-Étienne, de 1,96 m pour 115 kg, spécialiste du lancer du marteau, licencié aux Coquelicots Saint-Étienne, puis à Lyon, au Stade Bordeaux U, et enfin au Neuilly-Plaisance Sports. Tout jeune, il débuta par la natation, puis le judo et le rugby à XV. Son entraîneur est un autre "grand" du marteau en France, Walter Ciofani.

## Palmarès
- Recordman de France en salle en 1991, à Indianapolis aux championnats universitaires US
- Recordman de France cadet en 1986, avec 71,92 m
- Record personnel: 81,79 m en 2000 (3e performance mondiale de l'année, et 2e performance française de tous les temps)
- 1er au lancer du marteau à la Coupe d'Europe des Nations en 1997 et en 2000
- Médaille d'or aux Jeux Méditerranéens en 1997
- Champion du monde scolaire ISF en 1986
- Champion de France en 1995, 1998, 2003 et 2004
- 2e au lancer du marteau à la Coupe d'Europe des Nations en 1993
- 3e au lancer du marteau à la Coupe d'Europe des Nations en 1994
- Médaille de bronze aux championnats du monde universitaires en 1993
- 3e au lancer du marteau à la Coupe d'Europe "Finale B" en 1995
- Finaliste aux olympiades de 1992 et 1996 (participation en 2000)